# Porter (Mondkrater)
Porter ist ein Einschlagkrater im Süden der Mondvorderseite. Er überdeckt einen Teil des nordöstlichen Randes der großen Wallebene des Clavius.
Der Kraterrand ist erodiert, das Innere weist einen Zentralberg auf.
| Buchstabe | Position           | Durchmesser | Link |
| --------- | ------------------ | ----------- | ---- |
| B         | 54,47° S, 8,74° W  | 11 km       |      |
| C         | 54,86° S, 10,57° W | 12 km       |      |

Der Krater wurde 1970 von der IAU nach dem US-amerikanischen Amateurastronom und Teleskopbauer Russell W. Porter offiziell benannt.